# 3e armée (Roumanie)
Pour les articles homonymes, voir 3e armée.
Pour la 3e armée roumaine existant entre 1960 et 1980, voir 4e armée (Roumanie).

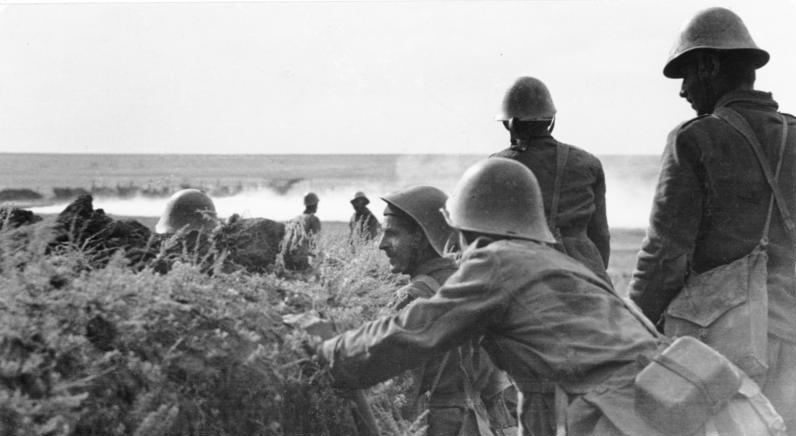
Archives fédérales allemandes, Russie du Sud, soldats roumains.

La 3e armée (Armata a 3-a Română) est une armée des forces terrestres roumaines opérationnelle du XIXe siècle aux années 1990.
Elle a combattu au sein du groupe d'armées B des forces allemandes pendant la Seconde Guerre mondiale, en Ukraine, en Crimée et dans le Caucase. Le général Petre Dumitrescu commanda la 3e armée pendant un certain temps.